# Чернігівська округа
Черні́гівська окру́га — одиниця адміністративного поділу Української СРР, що існувала від квітня 1923 до липня 1930 року. Адміністративний центр — місто Чернігів.

## Історія
Утворена в 1923 році у складі Чернігівської губернії.
У червні 1925 року губернії в УСРР було скасовано і округа перейшла у пряме підпорядкування республіканської влади Української СРР.
За даними на 1 січня 1926 року округа поділялася на 15 районів: Березнянський, Бобровицький, Городнянський, Добрянський, Довжицький, Козлянський, Краснянський, Куликівський, Любецький, Максимівський, Остерський, Ріпкинський, Сновський, Тупичівський та Чемерський.
Округу розформовано в липні 1930 р., як і більшість округ тодішнього СРСР. Райони передано у пряме підпорядкування Української СРР.

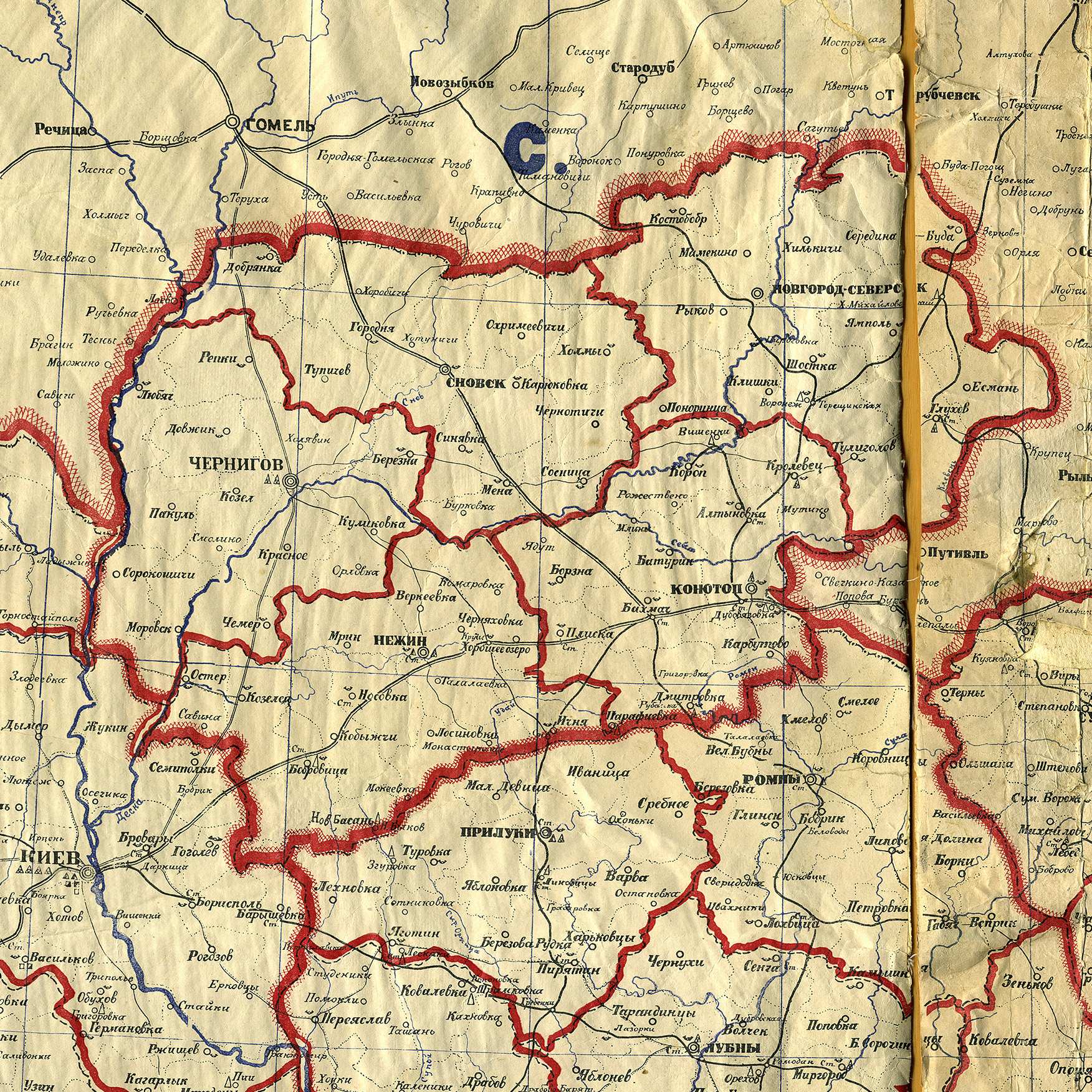
Карта Чернігівської округи у складі Чернігівської губернії, 1923
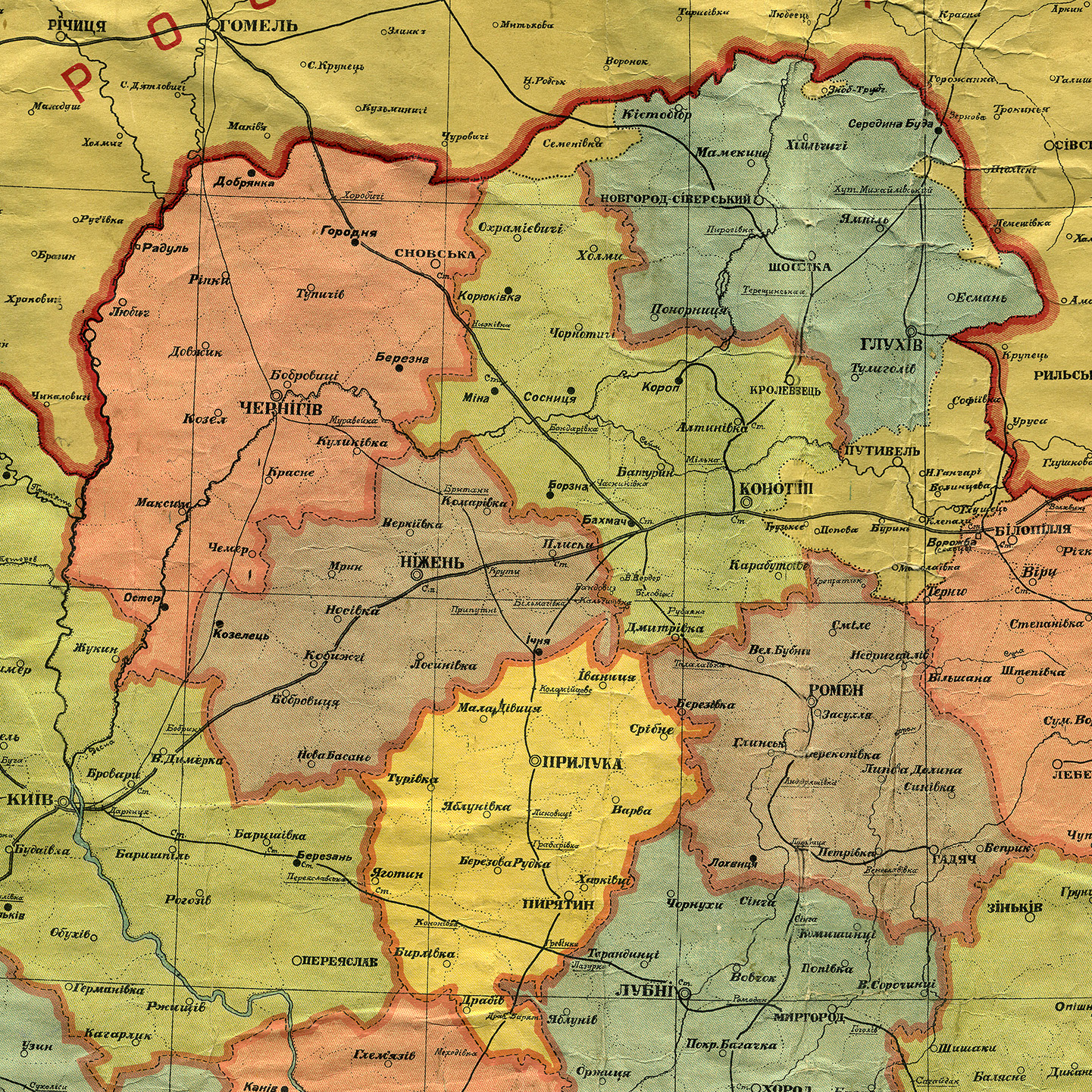
Карта Чернігівської округи, адміністративні межі станом на 1 жовтня 1925
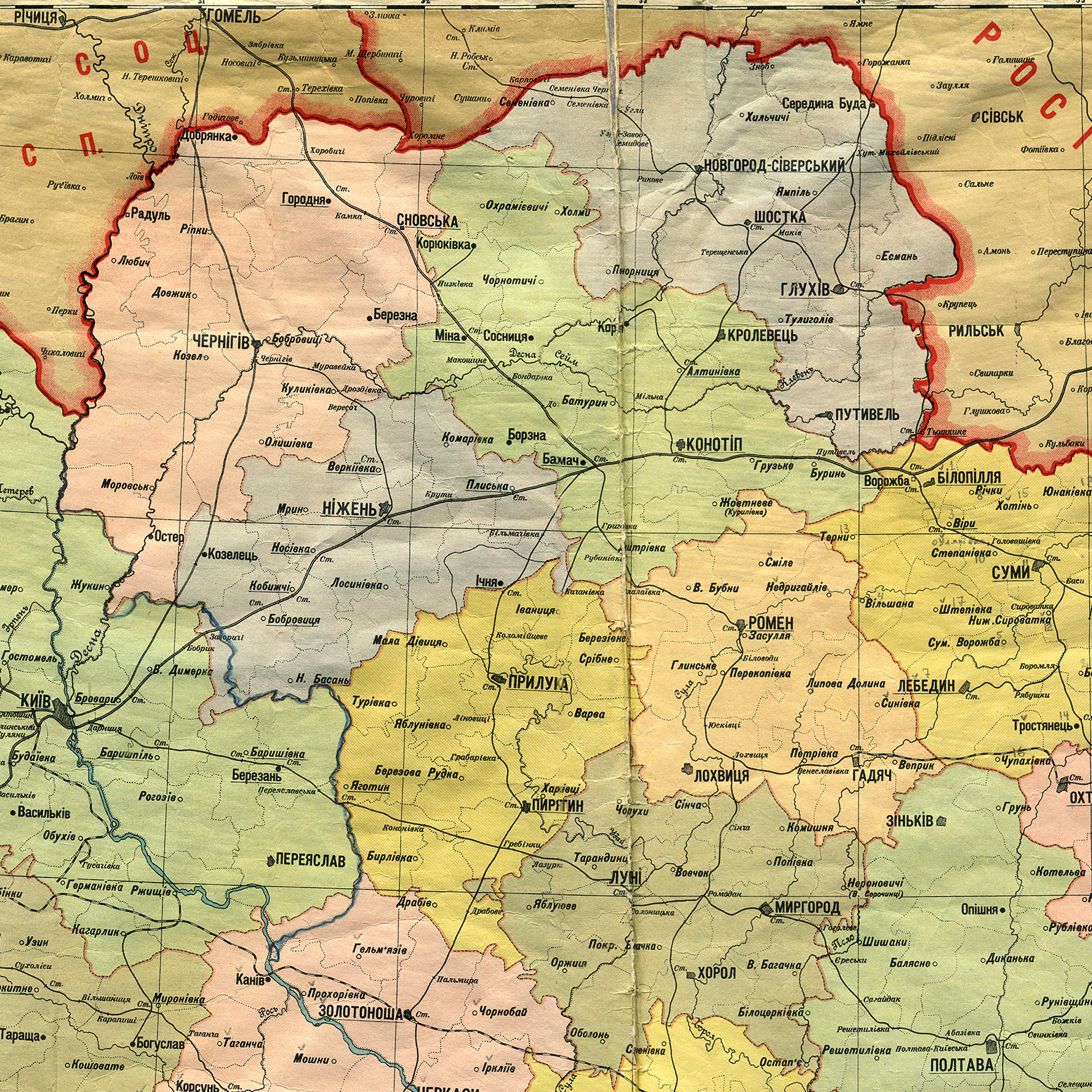
Карта Чернігівської округи, адміністративні межі станом на 1 березня 1927

## Населення
За даними перепису 1926 року чисельність населення становила 534,2 тис. осіб. Серед них українців — 92,7 %; росіян — 3,4 %, євреїв — 3,3 %.

### Національний склад
Населення районів та міст Чернігівської округи за переписом 1926 р.
| №  | місто/район                | населення | українці | %     | росіяни | %     | євреї | %     | поляки | %    | німці | %    |
| -- | -------------------------- | --------- | -------- | ----- | ------- | ----- | ----- | ----- | ------ | ---- | ----- | ---- |
| 1  | Чернігів                   | 35234     | 20085    | 57,0% | 3647    | 10,4% | 10607 | 30,1% | 249    | 0,7% | 49    | 0,1% |
| 2  | Березнянський район        | 33555     | 32532    | 97,0% | 207     | 0,6%  | 753   | 2,2%  | 10     |      | 3     |      |
| 3  | Березне                    | 9860      | 8991     | 91,2% | 133     | 1,3%  | 697   | 7,1%  | 5      | 0,1% | 0     |      |
| 4  | Березнянський район (села) | 23695     | 23541    | 99,4% | 74      | 0,3%  | 56    | 0,2%  | 5      |      | 3     |      |
| 5  | Бобровицький район         | 46233     | 45897    | 99,3% | 248     | 0,5%  | 36    | 0,1%  | 12     |      | 0     |      |
| 6  | Городнянський район        | 69532     | 65864    | 94,7% | 1732    | 2,5%  | 1427  | 2,1%  | 38     | 0,1% | 9     |      |
| 7  | Городня                    | 4992      | 2801     | 56,1% | 730     | 14,6% | 1359  | 27,2% | 24     | 0,5% | 7     | 0,1% |
| 8  | Городнянський район (села) | 64540     | 63063    | 97,7% | 1002    | 1,6%  | 68    | 0,1%  | 14     |      | 2     |      |
| 9  | Добрянський район          | 31077     | 25864    | 83,2% | 4666    | 15,0% | 391   | 1,3%  | 10     |      | 3     |      |
| 10 | Добрянка                   | 4996      | 331      | 6,6%  | 4282    | 85,7% | 367   | 7,3%  | 7      | 0,1% | 2     |      |
| 11 | Добрянський район (села)   | 26081     | 25533    | 97,9% | 384     | 1,5%  | 24    | 0,1%  | 3      |      | 1     |      |
| 12 | Довжицький район           | 26833     | 26702    | 99,5% | 89      | 0,3%  | 9     |       | 5      |      | 2     |      |
| 13 | Козлянський район          | 34821     | 34708    | 99,7% | 48      | 0,1%  | 20    | 0,1%  | 7      |      | 1     |      |
| 14 | Куликівський район         | 38151     | 37820    | 99,1% | 142     | 0,4%  | 111   | 0,3%  | 9      |      | 0     |      |
| 15 | Любецький район            | 23702     | 18884    | 79,7% | 4722    | 19,9% | 50    | 0,2%  | 10     |      | 2     |      |
| 16 | Радуль                     | 4656      | 104      | 2,2%  | 4511    | 96,9% | 35    | 0,8%  | 1      |      | 0     |      |
| 17 | Любецький район (села)     | 19046     | 18780    | 98,6% | 211     | 1,1%  | 15    | 0,1%  | 9      |      | 2     |      |
| 18 | Морівський район           | 25053     | 24843    | 99,2% | 62      | 0,2%  | 115   | 0,5%  | 1      |      | 1     |      |
| 19 | Олишівський район          | 47017     | 46683    | 99,3% | 144     | 0,3%  | 94    | 0,2%  | 15     |      | 7     |      |
| 20 | Остерський район           | 46443     | 44698    | 96,2% | 251     | 0,5%  | 1372  | 3,0%  | 24     | 0,1% | 9     |      |
| 21 | Остер                      | 6837      | 5314     | 77,7% | 189     | 2,8%  | 1267  | 18,5% | 19     | 0,3% | 8     | 0,1% |
| 22 | Остерський район (села)    | 39606     | 39384    | 99,4% | 62      | 0,2%  | 105   | 0,3%  | 5      |      | 1     |      |
| 23 | Ріпкинський район          | 39105     | 38051    | 97,3% | 848     | 2,2%  | 133   | 0,3%  | 7      |      | 0     |      |
| 24 | Сновський район            | 37474     | 32557    | 86,9% | 1444    | 3,9%  | 2447  | 6,5%  | 242    | 0,6% | 23    | 0,1% |
| 25 | Сновськ                    | 6850      | 2433     | 35,5% | 1098    | 16,0% | 2416  | 35,3% | 204    | 3,0% | 22    | 0,3% |
| 26 | Сновський район (села)     | 30624     | 30124    | 98,4% | 346     | 1,1%  | 31    | 0,1%  | 38     | 0,1% | 1     |      |

### Мовний склад
Рідна мова населення Чернігівської округи за переписом 1926 року
|                     | населення | українська | російська | інша |
| ------------------- | --------- | ---------- | --------- | ---- |
| м. Чернігів         | 35 234    | 30,3       | 42,9      | 26,7 |
| Березнянський район | 33 555    | 93,7       | 3,7       | 2,6  |
| Бобровицький район  | 46 233    | 74,1       | 19,0      | 6,9  |
| Городнянський район | 69 532    | 13,4       | 80,8      | 5,8  |
| Добрянський район   | 31 077    | 25,8       | 70,8      | 3,5  |
| Довжицький район    | 26 833    | 85,7       | 12,0      | 2,3  |
| Козлянський район   | 34 821    | 99,3       | 0,2       | 0,4  |
| Куликівський район  | 38 151    | 99,0       | 0,6       | 0,5  |
| Любецький район     | 23 702    | 73,2       | 26,5      | 0,3  |
| Морівський район    | 25 053    | 98,9       | 0,6       | 0,5  |
| Олишівський район   | 47 017    | 97,4       | 2,1       | 0,5  |
| Остерський район    | 46 443    | 95,0       | 2,4       | 2,6  |
| Ріпкинський район   | 39 105    | 52,1       | 44,5      | 3,4  |
| Сновський район     | 37 474    | 67,0       | 25,5      | 7,5  |
| Чернігівська округа | 534 230   | 68,6       | 26,6      | 4,7  |

## Керівники округи

### Відповідальні секретарі окружного комітетуКП(б)У
- Ткаченко Остап Якович (.03.1923—1924),
- Колотовкін (1924),
- Коротченко Дем'ян Сергійович (1924—1925),
- Варелас Герасим Панасович (1925—1927),
- Федосов (1927),
- Борисов О. Г. (1927—1928),
- Лисицин (2.07.1928—1928),
- Масленко Павло Федорович (1928—.08.1930),
- Соколов, в. о. (.08.1930)
- Макеєнко Михайло Микитович (.08.1930—.09.1930).

### Голови окружного виконавчого комітету
- Лиждвой Андрій Петрович (.02.1923—.10.1923),
- Калита Григорій Захарович (1923—1925),
- Гебель Ананій Семенович (1925—1925),
- Легкий Володимир Степанович (1925—.01.1927),
- Кузнецов Яків Петрович (.01.1927—.06.1929),
- Гаврилін Іван Дмитрович (.06.1929—.04.1930)
- Федоров (.04.1930—24.06.1930)
- Полонський Михайло Іванович (24.06.1930—.09.1930)